# Cérvol del Pare David
El cérvol del Pare David (Elaphurus davidianus), conegut com a milu (麋鹿) en xinès, és una de les espècies de cérvol que només es manté en captivitat. Prefereix els pantans i es creu que és natiu dels subtròpics. S'alimenta tant d'herbes com de plantes d'aigua.

## Característiques

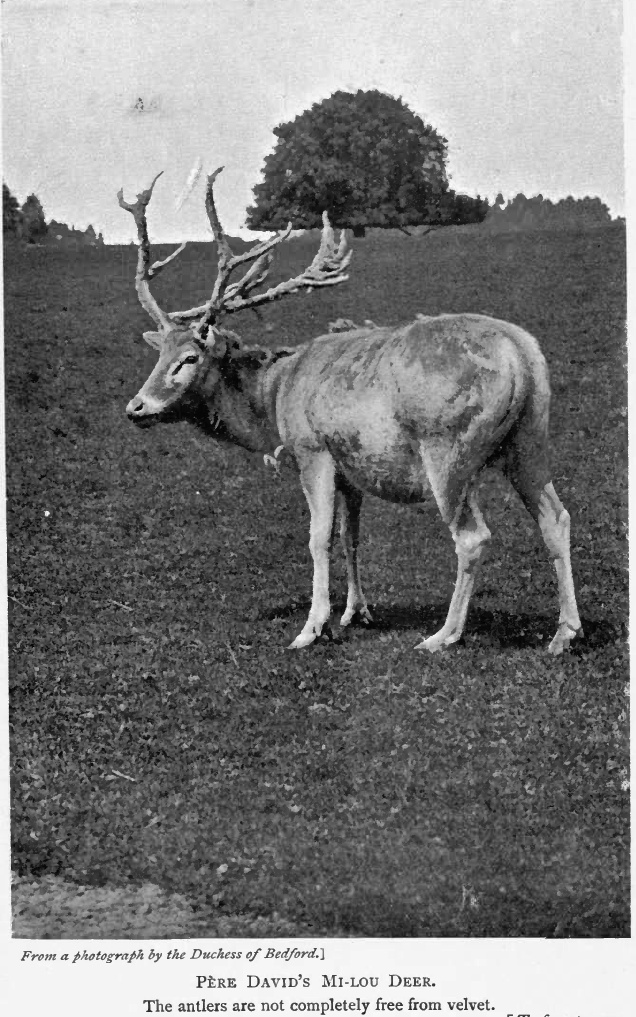
Un cérvol a una fotografia del 1903

El pes dels adults se situa entre els 150 i els 200 kg i fa aproximadament 130 cm fins a les espatlles. El període de gestació de les femelles dura nou mesos, donant a llum al final un o dos cervatells que arribaran a la maduresa en 14 mesos i amb una esperança de vida de 23 anys.
El cérvol del Pare David té una cua llarga, peülles àmplies i banyam ramificat. A mesura que passen les estacions, aquest cérvid muda el pèl, sent el pelatge d'estiu dels adults de color vermell brillant amb una franja dorsal fosca i el d'hivern gris fosc. Els cervatells són clapejats.
Contràriament a la majoria de cérvols, és molt aficionat a l'aigua, passant-hi llargs períodes de peu fins a les seves espatlles. Encara que, per la seva dieta, majoritàriament és un animal de pastura, el cérvol complementa la seva dieta a base de gespa amb les plantes d'aigua que broten a l'estiu.

## Noms
A més del nom oficial en xinès, Milú, (麋鹿), un sobrenom en xinès (四不像, pinyin: si bu Xiang), i, en japonès:四不像(shifuzou): es tradueix com 'quatre diferents', perquè l'animal fou descrit: "la peülla d'una vaca, però no una vaca, un cap de cavall, però no un cavall, les banyes d'un cérvol, però no un cérvol, el cos d'un ruc, però no un ruc."
Altres fonts de crédit diferents, "sibuxiang", diuen que la frase era aquesta:
"El nas d'una vaca, però no una vaca, el banyam d'un cérvol, però no un cérvol, el cos d'un burro, però no un burro, la cua d'un cavall, però no un cavall";
"La cua d'un ruc, el cap d'un cavall, les peülles d'una vaca i el banyam d'un cérvol";
"El coll d'un camell, les peülles d'una vaca, la cua d'un ruc i el banyam de cérvol";
"El banyam d'un cérvol, el cap de cavall i el cos d'una vaca".
Amb aquest nom i descrit com a indomable, aquest animal apareix a la mitologia xinesa de la muntanya de Jiang Ziya, a la novel·la Ming Fengshen Yanyi o "La Investidura dels Déus".

## Població
Aquesta espècie de cérvol fou donada a conèixer a la ciència occidental al segle xix, pel Pare David Armand, un missioner francès que treballava a la Xina. En aquell moment, l'únic ramat supervivent es troba en una reserva pertanyent a l'emperador xinès. L'últim ramat de cérvols del Pare David fou exterminat i menjat per occidentals i tropes japoneses que estaven presents al moment de la Rebel·lió Boxer
Després que el Pare David donés a conèixer la seva existència, uns pocs animals foren transportats il·legalment als països europeus per exhibir-los com a animals exòtics i criats allà. Després que la resta de la població de la Xina fos exterminada, les úniques espècies vivents d'aquest cérvol (que havien estat il·legalment portades a Europa) es van reunir a Anglaterra perquè criessin a fi de poder seguir preservant l'espècie. Tota la població actual deriva d'aquell ramat. I n'hi provenen tots els individus que es troben ara als parcs zoològics de tot el món. Dos ramats de Cérvol del Pare David foren reintroduïts de nou al parc Nan Haizi Milú (Pequín) i a la Reserva Dafeng, (a la província de Jiangsu), totes dues localitzacions a la Xina, al final de la dècada dels anys 1980. Tot i la petita mida de la població originària, els animals no semblen patir problemes genètics d'un coll d'ampolla genètic, cosa que suggereix que un coll d'ampolla anterior ja havia eliminat els al·lels reccessius nocius.
Quan foren avaluats per entrar a la Llista Vermella de la UICN (1996), foren classificats en la categoria «en perill crític» en estat salvatge, sota el criteri D: "La població salvatge s'estimà que era inferior a 50 individus adults". A partir de la darrera avaluació, feta l'octubre de 2008, apareixen a la llista d'espècies extintes en estat salvatge.

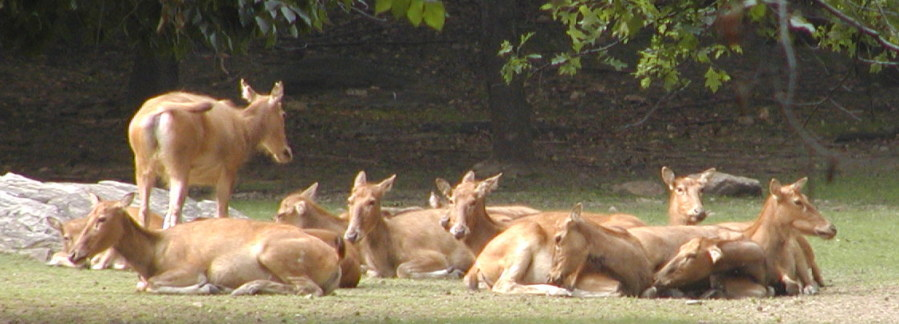
Un grup a la reserva del Zoo de Bronx